# Power Macintosh

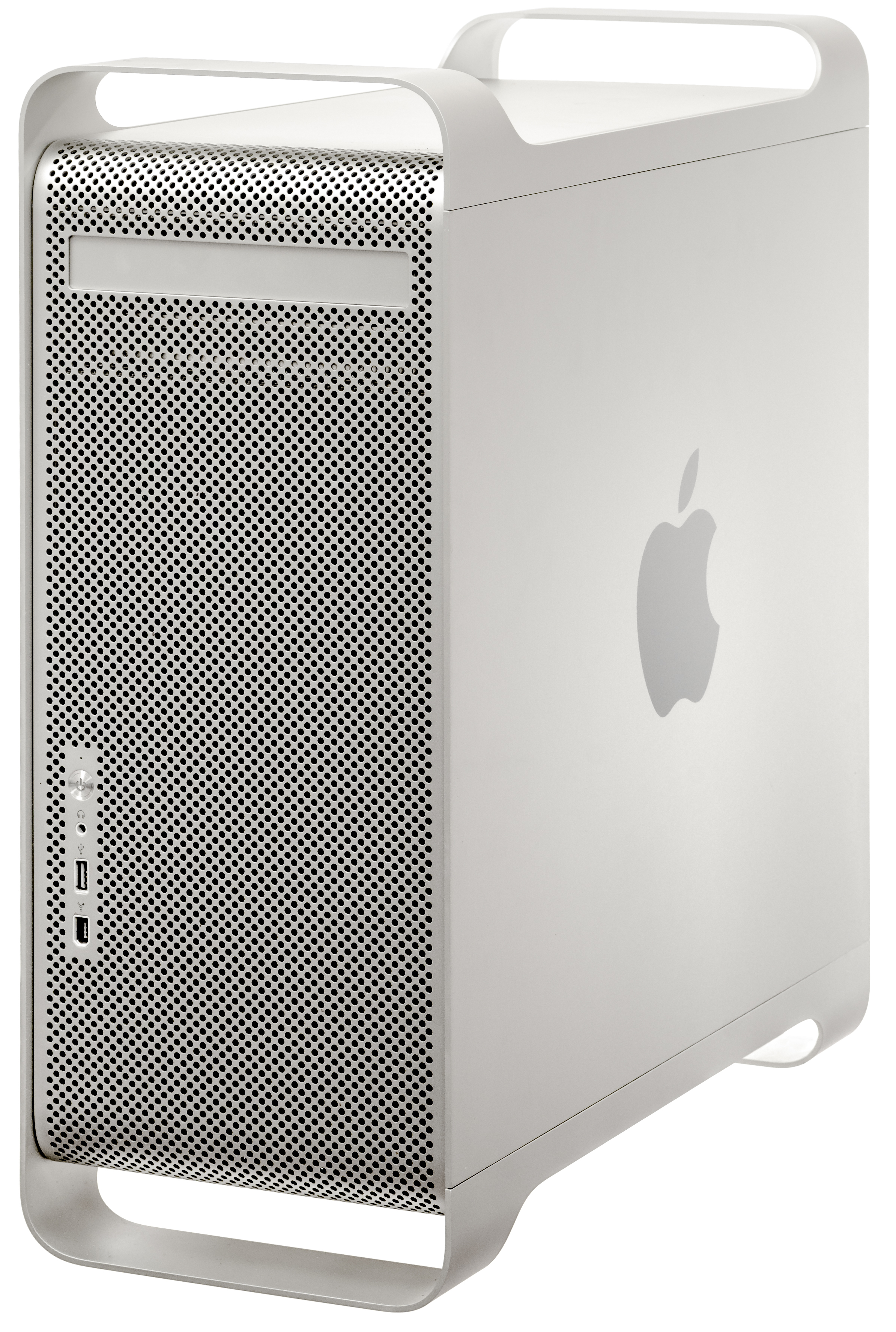
Power Mac G5, model cuối cùng của dòng máy.

Power Macintosh, sau này đổi thành Power Mac, là một dòng máy tính cá nhân được Apple Computer, Inc. thiết kế, sản xuất và bán như một phần của thương hiệu Macintosh từ tháng 3 năm 1994 đến tháng 8 năm 2006.
Được Tạp chí MacWorld mô tả là "Sự phát triển kỹ thuật quan trọng nhất của Macintosh kể từ khi Mac II ra mắt năm 1987",  Power Macintosh là máy tính đầu tiên của Apple sử dụng bộ xử lý PowerPC. Phần mềm được viết cho bộ xử lý Motorola 68030 và 68040 được sử dụng trong Macintosh cho đến thời điểm đó sẽ không chạy trên PowerPC nguyên bản, do đó, trình giả lập Mac 68k đã được đưa vào System 7.1.2. Mặc dù trình giả lập cung cấp khả năng tương thích tốt với phần mềm Macintosh hiện có, hiệu suất chậm hơn khoảng một phần ba so với các máy Macintosh Quadra tương đương.
Power Macintosh đã thay thế Quadra trong dòng sản phẩm của Apple và ban đầu được bán trong cùng một vỏ máy. Trong mười hai năm tiếp theo, Power Macintosh đã phát triển thông qua các thiết kế bao vây, đổi tên thành "Power Mac", năm thế hệ chip PowerPC lớn và rất nhiều báo chí, giải thưởng thiết kế và tranh cãi về tuyên bố hiệu suất. Power Mac đã bị ngừng sản xuất như là một phần trong quá trình chuyển đổi của Apple sang bộ xử lý Intel, nhường chỗ cho sự thay thế của nó, Mac Pro.